# Špión, který mi dal kopačky
Špión, který mi dal kopačky (v anglickém originále The Spy Who Dumped Me) je americký akční komediální film z roku 2018. Režie se ujala Susanna Fogel a scénáře Fogel a David Iserson. Hlavní role hrají Mila Kunis, Kate McKinnonová, Justin Theroux, Sam Heughan, Hasan Minhaj a Gillian Anderson. Film sleduje dvě nejlepší kamarádky, které po Evropě honí zabijáci poté, co se z bývalého přítele jedné z nich vyklube tajný agent CIA. Premiéra ve Spojených státech proběhla dne 3. srpna 2018 a v České republice dne 16. srpna 2018. Přestože film vydělal přes 75 milionů dolarů, je negativně hodnocen kritiky, kteří hlavně zpochybňují filmový žánr, ale chválí výkony herců.

## Obsazení
| Mila Kunis            | Audrey Stockton       |
| Kate McKinnonová      | Morgan Freeman        |
| Sam Heughan           | Sebastian Henshaw     |
| Justin Theroux        | Drew Thayer           |
| Gillian Anderson      | Wendy                 |
| Hasan Minhaj          | Duffer                |
| Ivanna Sakhno         | Nadedja               |
| Fred Melamed          | Roger                 |
| Kev Adams             | řidič Bitteauto Lukas |
| Olafur Darri Olafsson | finská cestovatelka   |
| Tom Stourton          | Edward Snowden        |
| Jane Curtin           | Carol Freeman         |
| Paul Reiser           | Arnie Freeman         |
| James Fleet           | Tom                   |
| Mirjam Novak          | Verne                 |

## Produkce
Natáčení bylo zahájeno v Budapešti v Maďarsku v červenci roku 2017. Některé scény se natáčely v Amsterdamu, Miláně, Vídni, Berlíně a také v Praze.

## Přijetí

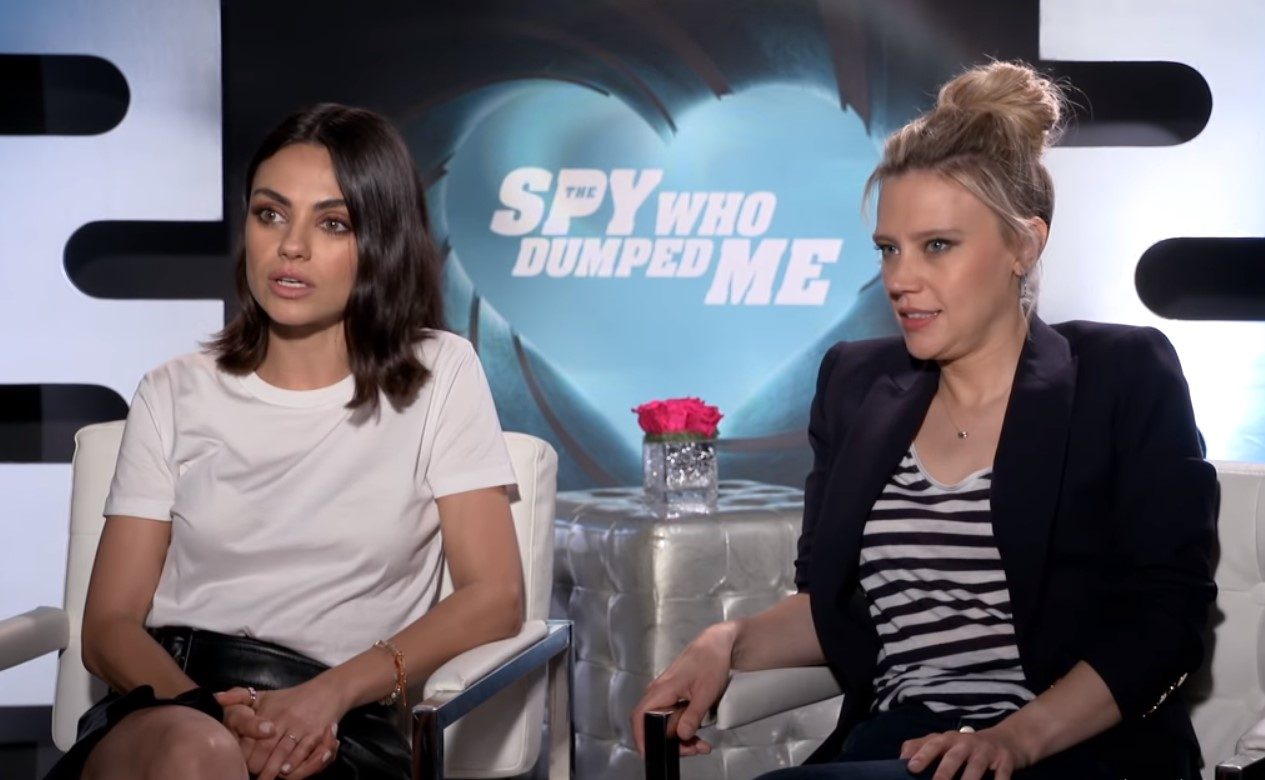
Mila Kunis a Kate McKinnonová při propagaci filmu.

### Tržby
Film vydělal 33,5 milionu dolarů ve Spojených státech amerických a v Kanadě a 38,4 milionu v dalších státech po celém světě. Celkově tak vydělal přes 72 milionů dolarů, oproti jeho rozpočtu, který činil 40 milionů dolarů.
Ve Spojených státech a Kanadě měl premiéru ve stejný den jako filmy Kryštůfek Robin, Temné síly, Death of a Nation: Can We Save America a Second Time?. Projektován byl výdělek za první víkend 10–15 milionů dolarů z 3 111 kin. Film za první den, včetně čtvrtečního premiérového večera vydělal 5 milionů dolarů. Za první víkend vydělal 12,4 milionů a stal se tak třetím nejnavštěvovanějším filmem víkendu. Umístil se za filmy Mission: Impossible – Fallout a Kryštůfek Robin.

### Recenze
Na recenzní stránce Rotten Tomatoes získal ze 172 započtených recenzí 49 procent s průměrným ratingem 5,3 bodů z deseti. Na serveru Metacritic snímek získal z 43 recenzí 52 bodů ze sta. Diváci, kteří hodnotili film na serveru CinemaScore mu dali známku za 2, na škále 1+ až 5. Na Česko-Slovenské filmové databázi si snímek k 23. listopadu 2018 drží 62 procent.